# Cashless
 (novembre 2008).
Si vous disposez d'ouvrages ou d'articles de référence ou si vous connaissez des sites web de qualité traitant du thème abordé ici, merci de compléter l'article en donnant les références utiles à sa vérifiabilité et en les liant à la section « Notes et références ».

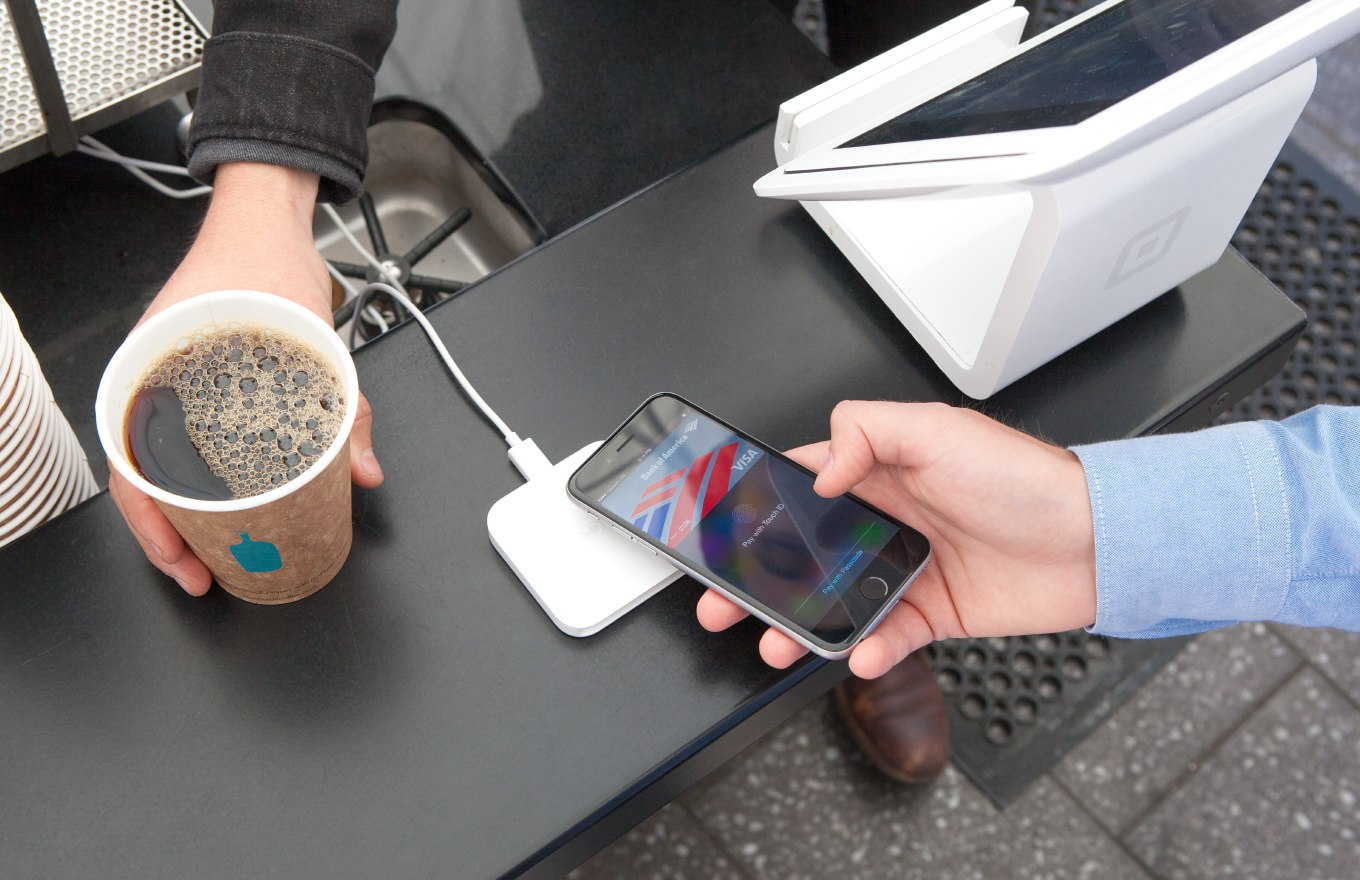
Paiment d'un achat par smartphone.

Le cashless, littéralement de l’anglais « sans monnaie », est le terme qui désigne de manière générique l’ensemble des matériels de paiement qui permettent d’utiliser un support (carte ou clé) comme porte-monnaie. Ce terme de cashless est surtout utilisé dans les métiers de la distribution automatique. La traduction française est « sans espèces » ou « sans numéraire », parfois « scriptural » (par ex., un cashless payment est un « paiement scriptural » car il se fait par simple jeu d'écriture dans les livres comptables).

## Historique
L’Italie est le pays qui a vu le développement le plus rapide du sans-espèces pour pallier la rareté de la monnaie à l’époque de la lire. Aujourd’hui encore, et bien après l’avènement de l’euro, l’Italie possède toujours le taux d’équipement le plus élevé d’Europe.
Dans le courant des années 1980, l'Italie a été confrontée à une pénurie sévère de pièces de monnaie. Cette pénurie était la conséquence essentielle d'un pillage massif vers l'étranger des pièces de 50 et 100 lires parce que leur valeur « métal » était devenue supérieure au fil du temps à leur valeur « monnaie » proprement dite. Chez les commerçants, les paiements se sont alors organisés avec des objets de substitution tels que des timbres poste, des bonbons et autres produits de petite valeur. Les banques ont même édité massivement des « chèques » de toute petite valeur pour remplacer cette monnaie manquante.
Dans le domaine de la distribution automatique, les gestionnaires ont dû trouver des moyens pour continuer à vendre leurs produits. Aucun d'entre eux n'était réellement fiable et les armoires murales destinées à distribuer des jetons contre un billets de banque étaient quant à elles très chères et fastidieuses à gérer.
Les premiers lecteurs sans-espèces importés de Suisse étaient trop chers encore pour se généraliser. C'est à la fin des années 1980 qu'un fabricant italien a enfin proposé un lecteur fonctionnel à prix raisonnable. Ce système s'est répandu rapidement. Ces premiers lecteurs utilisaient des clés et des cartes dotées d'une puce ou d'une piste magnétique. La fiabilité était précaire à cause de problèmes récurrents de contacts ou de démagnétisation.En 1992, la société Elkey a inventé le premier lecteur sans-espèces avec des clés sans contact. La technologie retenue était celle du transpondeur Philips qui fonctionnait par radio-fréquences et ne nécessitait donc aucun contact.

## Fonctionnement
Le principe d’utilisation est simple. Le consommateur utilise sa clé ou sa carte badge comme un porte-monnaie électronique privatif. Après l’avoir introduite dans le lecteur sans-espèces en façade de la machine, il la recharge avec de la monnaie ou un billet de banque grâce au monnayeur ou au lecteur de billets de la machine. Il visualise à tout moment le crédit rechargé sur l’afficheur de la machine. Le consommateur peut ensuite utiliser sa clé ou sa carte dans cette machine ou toutes autres machines du site pour acheter des produits.
Si la première utilité est de remplacer la monnaie, il est vite apparu que ces systèmes permettaient une gestion commerciale et marketing plus fine. Les promotions, tarifications multiples et autres peuvent être gérées. Le cashless permet également une simplification de la gestion des stocks et des entrées.

## Technique
Les supports, ou badges, sont le plus souvent des cartes pour leur aspect pratique et leur robustesse.
Les matériels sans-espèces ont le plus souvent la forme de boîtiers qui s’installent en façade des machines de distribution automatique à l’usage des consommateurs. Ces boîtiers acceptent après introduction de lire soit des clés, soit des cartes au format carte de crédit, soit les deux indifféremment pour les plus perfectionnés d’entre eux.
Le cashless se développe dans les festivals sous forme de carte ou plus souvent de bracelet nfc, avec lequel il est possible de payer ses consommations ou tout autre achats. Il est même parfois l'unique moyen de paiement comme Tomorrowland en Belgique, au Hellfest ou au Festival des Vieilles Charrues qui utilisent le système cashless depuis 2015. Le premier festival cashless d'Europe a été l'Hadra Trance Festival en Août 2012 où tous les festivaliers payaient au moyen d'un porte-clé RFID.
Depuis quelques années, la notion de "cashless hybride" fait son entrée. Ce système combine les avantages du paiement cashless traditionnel (bracelets ou cartes NFC rechargées) avec d'autres moyens de paiement, comme la carte bancaire classique, le paiement mobile (Apple Pay, Google Pay) ou encore les liens de paiement.
L’objectif est de laisser plus de liberté aux participants, en permettant à ceux qui ne souhaitent pas recharger un support cashless d’acheter directement leurs consommations via un terminal bancaire.
Le cashless hybride est particulièrement apprécié dans les événements accueillant un public varié, car il réduit les files d’attente, augmente la fluidité des paiements et offre une solution de secours en cas de problème technique sur le système cashless principal.
Il est également perçu comme une passerelle pour convaincre progressivement les organisateurs et les festivaliers d’adopter le cashless, tout en conservant la flexibilité des moyens de paiement traditionnels.

## Exemples de fournisseurs
Au Canada, les principaux acteurs du cashless sont Connect&Go et Weezevent.
En France, Weezevent est l'acteur de référence en 2020 avec environ 75-85% des événements cashless utilisant leur solution. Des sociétés telles que Easytransac, Billetweb, Izypay, Wilout, Weecop proposent des offres alternatives.
En Italie, on compte des sociétés telles que Coges, Comestero ou Elkey.[réf. nécessaire]